# Scopoli
Scopoli (AFI: /ˈskɔpoli/) è una frazione montana del comune di Foligno (PG), appartenente alla Circoscrizione n. 8 "Valle del Menotre".
Il paese sorge lungo la strada statale 77 della Val di Chienti (che da Foligno conduce nelle Marche, attraversando gli altopiani di Colfiorito), a fianco del corso del fiume Menotre, ad un'altitudine di 532 m s.l.m. ed a circa 12 km ad est del capoluogo comunale. Secondo i dati Istat del censimento 2001, risulta abitato da 209 residenti .

## Storia
Il toponimo appare per la prima volta nel 1072, in una carta nella quale Ugone, conte di Uppello (frazione di Foligno) e discendente dai conti longobardi di Nocera Umbra,  dona questo suo possedimento al monaco Mainardo, suo parente e fondatore dell'abbazia di Sassovivo. Il primigenio villaggio, occupato da pastori e da celle monastiche, venne affiancato da un castello nel 1460, costruito sempre grazie ai monaci della vicina abbazia. Anche i Trinci del Comune di Foligno, discendenti diretti del suddetto conte, ne finanziarono la costruzione, come una delle loro fortificazioni a difesa della valle del Menotre e al confine con il territorio del Ducato di Camerino.
Nel 1907 Domenico Micheli, uno dei proprietari del castello e padrone di uno dei primi cotonifici industriali, costruì in questa località uno dei primi aeroplani al mondo, a cui diede il nome di una delle proprie figlie, "Maria". L'aereo venne collaudato dal sarto del paese, tale Antonio Bellatreccia, che però, a causa dell'imperizia, ne causò la distruzione. Rimangono solo alcune foto dell'epoca e qualche pezzo meccanico dell'aereo.

## Economia e manifestazioni
Il terremoto del 26 settembre 1997 ha causato gravi danni al paese, già poco abitato per via dello scarso sviluppo economico della zona. Nei tempi passati, come nella vicina Pale, lo sfruttamento della forza motrice delle acque del Menotre ha giovato ad affiancare lavorazioni di tipo industriale ad un'economia di sostentamento tipicamente agricola e silvo-pastorale: a Scopoli si svilupparono due molini per la macinazione del frumento, un cotonificio ed una piccola centrale elettrica.
Il campo container costruito in occasione del sisma, villaggio Menotre, è stato uno dei più grandi dell'intera valle.
L'ultima settimana di luglio si svolge la sagra Estate a Scopoli.
Dal 2019, Scopoli ospita Holydays Festival, festival di musica indipendente diventato ormai un appuntamento atteso per la qualità della proposta artistica e per l’atmosfera intima e partecipata. 

## Monumenti e luoghi d'interesse
- Il Castello (1460), di sui si possono ancora ammirare le mura e le torri. Vi si entra attraverso un arco a tutto sesto decorato e, nei tempi passati, dotato di ponte levatoio. Attualmente, l'edificio è destinato ad ospitare il "Museo d'arte moderna del divenire".
- Chiesa di S. Maria Assunta, costruita in parte sui resti del castello e recentemente restaurata, custodisce al suo interno tele e dipinti antichi.
- Edicole sacre, alcune delle quali risalgono al XV secolo, tutte ad opera di pittori di scuola umbra.
- Palazzetto dei Conti Rossi (1679) con l'oratorio di S. Francesco, oggi Sant'Anna.
- Progetto Resurrezione (1998), consistito nella pittura murale delle pareti esterne dei container. A tale scopo sono stati invitati gli artisti del centro arte e cultura "Torre Strozzi" (Modena e Perugia) e i critici d'arte Luciano Lepri e Kit Sutherland.

## La superstrada Foligno-Civitanova Marche: lo svincolo di Scopoli
Durante la costruzione della superstrada Foligno-Civitanova Marche, che è andata a fare da variante alla strada ordinaria, gli abitanti di Scopoli fecero richiesta per avere uno svincolo che con un viadotto sarebbe passato quasi sopra il centro abitato. Però all'inaugurazione dell'infrastruttura, lo svincolo non era presente. Allora gli abitanti protestarono bloccando la strada davanti alla frazione. Oggi (2018), l'opera ha un progetto, però non è in costruzione.

## Sport

### Associazioni sportive
- Associazione Sportiva Scopoli